# Alex Nimely
Alex Tchuimeni-Nimely, noto anche come Alex Nimely (Monrovia, 11 maggio 1991), è un ex calciatore liberiano con cittadinanza britannica, di ruolo attaccante.

## Carriera

### Club
Ha giocato nella prima divisione camerunese, in quella rumena, in quella norvegese ed in quella finlandese, oltre che nella prima e nella seconda divisione inglese.

### Nazionale
Ha partecipato al Mondiale Under-20 2009.

## Palmarès

### Club

#### Competizioni giovanili
- FA Youth Cup: 1

Manchester City: 2007-2008

#### Competizioni nazionali
- Coppa d'Inghilterra: 1

Manchester City: 2010-2011